# Bašibozuk
Bašibozuk (osmanskou turečtinou باشی بوزوق‎; doslovně: ten, který to má v hlavě pomotané, pokažená hlava, bláznivá hlava; zhruba bezhlavý, pomatený) byl příslušníkem osmanské nepravidelné armády. Bašibozukové byli rekrutování především mezi Albánci, Kurdy a Čerkesy, ale pocházeli ze všech etnik. Známi byli pro svou odvahu, ale také vynikali surovostí a rabováním. Nesvázáni pravidly, která omezovala vojáky pravidelné armády, dopouštěli se násilí na civilistech.

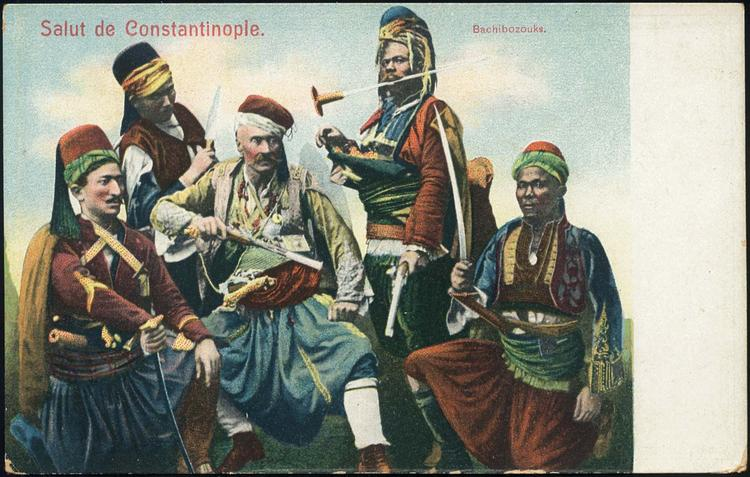
Skupina bašibozuků na osmanské pohlednici
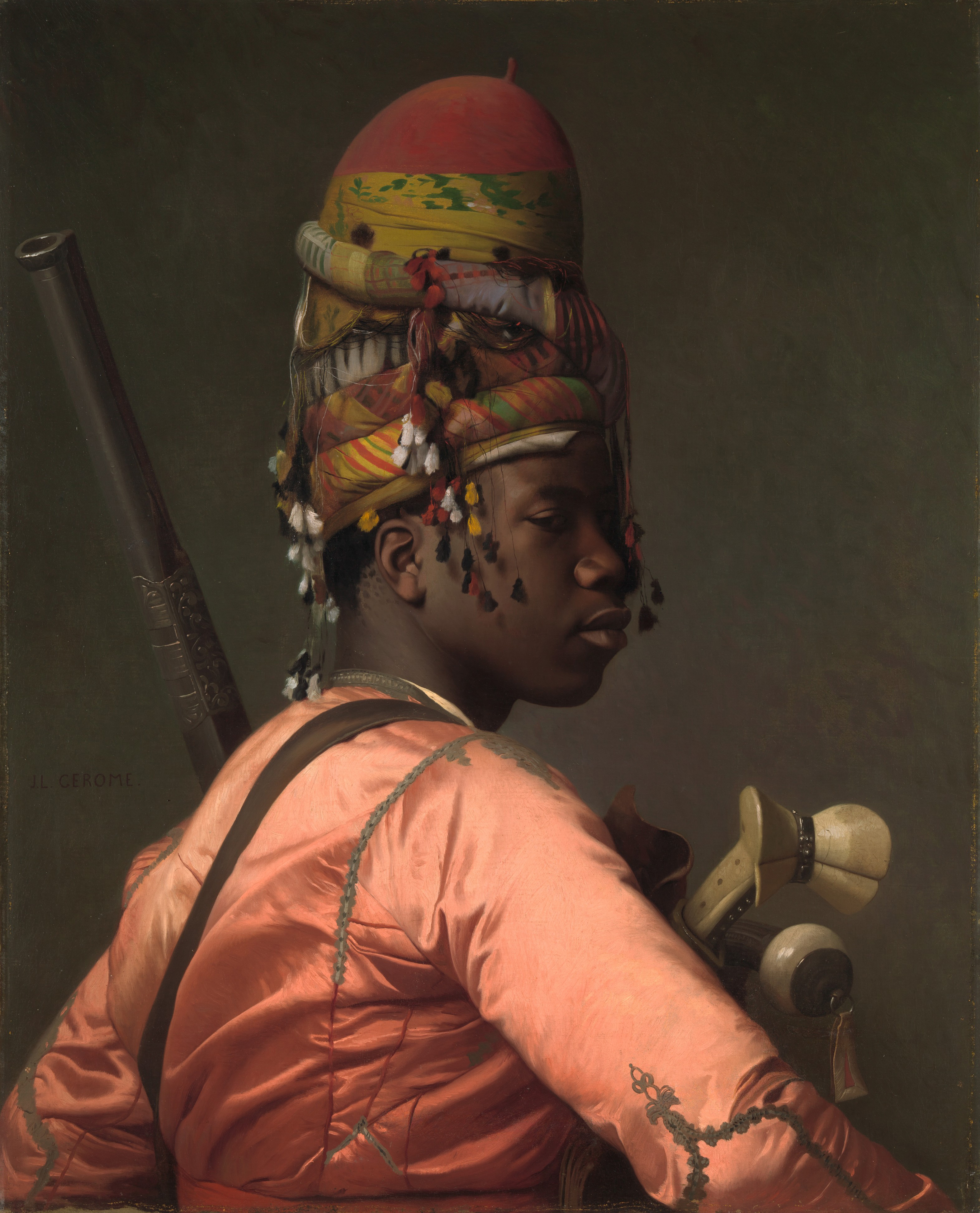
Jean-Léon Gérôme: Bašibozuk (asi 1869)
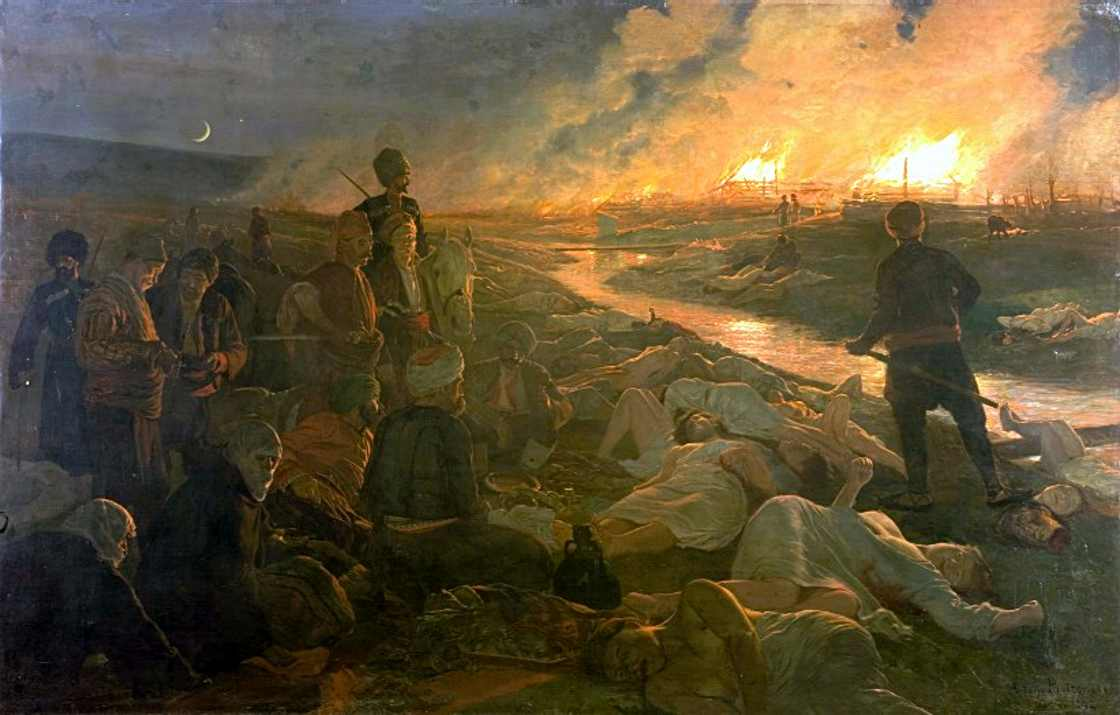
Antoni Piotrowski: Bašibozuci po masakru v Bataku (1889)